# XK (ユーザ割り当てコード)
XKはISO 3166-1 alpha-2に相当する、コソボを表すために使用されるユーザ割り当てコード要素である。
同様に、XKXがISO 3166-1 alpha-3相当として欧州連合で使用され、Unicode標準ではXKKが使用されている。

## 使用例
以下の組織は、コソボを表すためにコードXKを利用したことがある。
- 欧州委員会[3]、およびそれに準拠する多くの欧州連合加盟国の機関（ドイツ連邦銀行[4]、 アイルランド[5] マルタ[6]、フランス[7]など）
- イギリス[8]
- カナダ[9]
- スイス[10]
- キプロス[11]
- 国際通貨基金
- 国際銀行間通信協会（SWIFT）[12]
- 共通ロケールデータリポジトリ（CLDR）[13]
- Unicode地域指標記号文字（英語版）
- アメリカ合衆国国務省[14]

## コソボに対し公式にISO 3166-1コードが割り当てられる可能性について
ISO 3166メンテナンス機構の手順規則によると、コソボの新しいISO 3166-1 コードは、国連用語広報（Terminology Bulletin）の「国名」（Country Names）もしくは国連統計部の「統計用国・地域コード一覧」（list of Country and Region Codes for Statistical Use）に掲載された時点で発行される。 用語広報に掲載されるためには、コソボは以下のいずれかの基準を満たす必要がある。
1. 国際連合に加盟する
2. 国連専門機関に加盟する
3. 国際司法裁判所規程の締約国になる

2009年6月にコソボが国際通貨基金と世界銀行に加盟したことで、上記のうち基準2が満たされたものの、用語広報は未だ発行されていない。
ISOは「X」で始まるコードが国コードとして標準化されることはないと断言している（コソボの「XK」は一方的な「ユーザ割り当てコード」であり、ISO 3166において標準化されたものではない）。したがって、コソボが承認された場合、コードは「XK」ではない別の文字で始まるコードに置き換えられる必要がある。